# Domenico Gaido
Domenico Gaido fue un director italiano de la época del cine mudo.

## Biografía
Pintor, caricaturista, diseñador de vestuario, guionista y director, el primer éxito de Gaido como director cinematográfico le llegó muy pronto con Salambò (1915).
Especializado en recreaciones históricas de carácter popular, con la llegada del sonoro se reconvirtió en director de vestuario.

## Filmografía

### Director
- Albania ribelle (cortometraje documental) (1910)
- La sfera della morte (cortometraje) (1914)
- Salambò (1914)
- Diamanti e documenti (Cortometraje) (1915)
- Eroismo di alpino (1915)
- Hector Fieramosca (1915)
- I misteri del gran circo (cortometraje) (1916)
- La città sottomarina (cortometraje) (1916)
- La madre folle (1916)
- L'avventura di Claudina (1916)
- Battaglia di reginette / Guerra agli uomini (1917)
- Una mascherata in mare (1917)
- Il trionfo della morte (1918)
- La cena dei dodici bricconi (1918)
- La donna del sogno (1918)
- Sansone contro i Filistei (1918)
- Il volto impenetrabile (1918)
- La maschera dello scheletro (1918)
- El Puente de los Suspiros (Il ponte dei sospiri) (1921)
- Dante nella vita e nei tempi suoi (1922)
- La congiura di San Marco (1924)
- I martiri d'Italia (cortometraje) (1927)

### Guionista
- Alla frontiera (cortometraje) (argumento) (1915)
- Cuore e patria (guion) (1915)
- Eroismo di alpino (guion) (1915)
- I misteri del gran circo (cortometraje) (guion) (1916)
- La città sottomarina (cortometraje) (guion) (1916)
- L'avventura di Claudina (guion) (1916)
- La maschera dello scheletro (argumento) (1919)